# Acido acesamico
Acido acesamico, chiamato anche acido N-acetilamino-6-esanoico o acido epsilon-acetamidocaproico, è un agente antifibrinolitico coperto da brevetto Fr., M2332, 1964
È una polvere bianca con lieve odore di acido acetico, solubile in acqua. Il pH di una soluzione acquosa al 5% è compreso tra 2,5 e 3,5.
Si identifica per esame TLC su piastre ricoperte di gel di silice G; eluente: etanolo 96%/acqua distillata (70/30 v/v). Dopo eluizione si può rivelare il prodotto nebulizzando KOH 1 N sulle piastre, ponendo in stufa a 120 °C per due ore e quindi nebulizzando una soluzione di ninidrina 0,2% in acetone. Per breve riscaldamento a 80 °C compare una colorazione lilla dovuta al gruppo aminico. Se si omette la idrolisi del gruppo acetile con KOH, lo spray di ninidrina non rivela il gruppo aminico.
L'acido acesamico è strutturalmente simile all'acido e-aminocaproico, agente antifibrinolitico, e viene impiegato in terapia in forma di sale sodico o calcico. Da alcuni viene vantata una capacità di normalizzare la produzione delle fibre del collageno nel tessuto connettivo, sede del processo infiammatorio.

## Usi clinici
Il sale calcico dell'acido acesamico è proposto nel tentativo di favorire la cicatrizzazione cutanea e nel trattamento di deficit della calcificazione ossea.
Il sale di zinco dell'acido acesamico viene invece impiegato come trattamento anti ulcera peptica.

## Effetti collaterali ed indesiderati
In alcuni soggetti si possono verificare dermatiti allergiche da contatto.

## Controindicazioni
Il farmaco è controindicato in soggetti con ipersensibilità nota al principio attivo oppure ad uno qualsiasi degli eccipienti, nel caso della crema segnatamente alla lanolina.

## Dosi terapeutiche
Adulti il dosaggio è di 15 g al giorno per somministrazione orale nei bambini 300 mg/kg/die in tre dosi frazionate.

Il sale di sodio dell'acido acesamico è disponibile anche sotto forma di pomata al 5%. Deve essere applicato da 1 a 2 volte al giorno su lesioni precedentemente pulite.